# Комлева, Ольга Петровна
О́льга Петро́вна Ко́млева (12 июля 1955, Караганда, Казахская ССР, СССР) ― советская и российская артистка балета, балетмейстер-постановщик, балетный педагог. Артистка балета, балетмейстер Марийского музыкального театра (ныне Государственный академический театр оперы и балета имени Э. Сапаева) (с 1973 года). Художественный руководитель и главный балетмейстер Государственного ансамбля танца «Марий Эл» (2007―2009). Народная артистка Республики Марий Эл (1996). Лауреат Национальной театральной премии имени Йывана Кырли (2017). Член КПСС с 1983 года.

## Биография
Родилась 12 июля 1955 года в Караганде Казахской ССР.
В детстве вместе с семьёй переехала в Саратов, где училась в школе, посещала танцевальный кружок, затем занималась танцами в Доме пионеров. В 1973 году окончила Саратовское хореографическое училище.
С 1973 года ― солистка балета Марийского музыкального театра (ныне Государственный академический театр оперы и балета имени Э. Сапаева), с 1987 года ― балетмейстер-постановщик этого театра. В 1993 году предприняла попытку восстановления первого марийского балета «Лесная легенда» композитора А. Луппова. 
Параллельно преподаёт хореографию в Марийском государственном университете (доцент кафедры культуры и искусств), Марийском республиканском колледже культуры и искусств имени И. С. Палантая и Национальной президентской школе-интернате Республики Марий Эл.
Преподаёт классический танец, менеджмент в хореографии, концертную деятельность и другие учебные дисциплины. Является автором «Словаря терминов классического танца» (2004), учебно-методических пособий по классическому танцу (2006, 2011) и др. 
В 2007―2009 годах ― художественный руководитель и главный балетмейстер Государственного ансамбля танца «Марий Эл». 
Является членом жюри и участницей хореографических конкурсов и фестивалей разных уровней, в том числе Международного конкурса-фестиваля «М. Мурашко приглашает», Республиканского конкурса «Молодые таланты» и других. 
В 1985 году ей присвоено почётное звание «Заслуженная артистка Марийской АССР», а в 1996 году – «Народная артистка Республики Марий Эл. В 1998 году стала обладателем Гран-при на ежегодном фестивале «Йошкар-Ола театральная» за постановку балета «Дон Кихот» Л. Минкуса. В 2017 году стала лауреатом Национальной театральной премии имени Йывана Кырли в номинации «За честь и достоинство».
В настоящее время живёт и работает в г. Йошкар-Оле ― столице Республики Марий Эл. Замужем, супруг ― концертмейстер Государственного академического театра оперы и балета имени Э. Сапаева Е. В. Комлев. 

## Основные роли
Далее представлен список основных ролей О. П. Комлевой: 
- А. Адан «Жизель», Марта
- А. Луппов «Лесная легенда», Шайви
- А. Луппов «Замок Шеремета», Нидуш
- А. Яшмолкин «Живой камень», Чанга
- А. Петров «Сотворение мира», Чертовка
- А. Рыбников «Звезда и смерть Хоакина Мурьеты», Золото
- А. Бородин «Половецкие пляски», Чага
- А. Адан «Жизель», Мирта
- Д. Шостакович «Барышня и хулиган», Барышня

## Основные балетные и хореографические постановки
Список основных балетных и хореографических постановок О. П. Комлевой:
- Л. Минкус «Дон Кихот» (1997)
- А. Адан «Жизель» (1996)
- П. Чайковский «Лебединое озеро» (1995)
- А. Луппов «Лесная легенда» (1993)
- Л. Минкус «Пахита» (дивертисмент, 2002)
- Г. Левенскольд «Сильфида» (1999)
- Ф. Шопен «Шопениана»
- В. Баскин «Мороз & Ко»  (2008)
- Й. Хуска «Баронесса Лили» (2013)
- М. Раухвергер «Красная Шапочка» (2013)
- Н. Римский-Корсаков «Кащей Бессмертный» (2014)
- Н. Римский-Корсаков «Садко» (2014)
- Н. Римский-Корсаков «Майская ночь» (2016)

## Признание
- Народная артистка Республики Марий Эл (1996)[1][2][3]
- Заслуженная артистка Марийской АССР (1985)[1][2][3]
- Национальная театральная премия имени Йывана Кырли (2017) ― в номинации «За честь и достоинство»[3][14]
- Гран-при фестиваля «Йошкар-Ола театральная» (1998) ― за постановку балета «Дон Кихот» Л. Минкуса[3]
- Почётная грамота Президиума Верховного Совета Марийской АССР (1985)[8]
- Почётная грамота Министерства культуры и массовых коммуникаций Российской Федерации (2005)[3]
- Почётная грамота Государственного Собрания Республики Марий Эл (2006)[3]